# 1773 aux échecs
| Années des échecs : 1770 - 1771 - 1772 - 1773 - 1774 - 1775 - 1776    |
| Décennies des échecs : 1740 - 1750 - 1760 - 1770 - 1780 - 1790 - 1800 |

Cet article présente les faits marquants de l'année 1773 aux échecs.

## Naissances
- James Christie (1773 - 1849), fils de James Christie, joueur d'échecs.